# Billingsluttningen

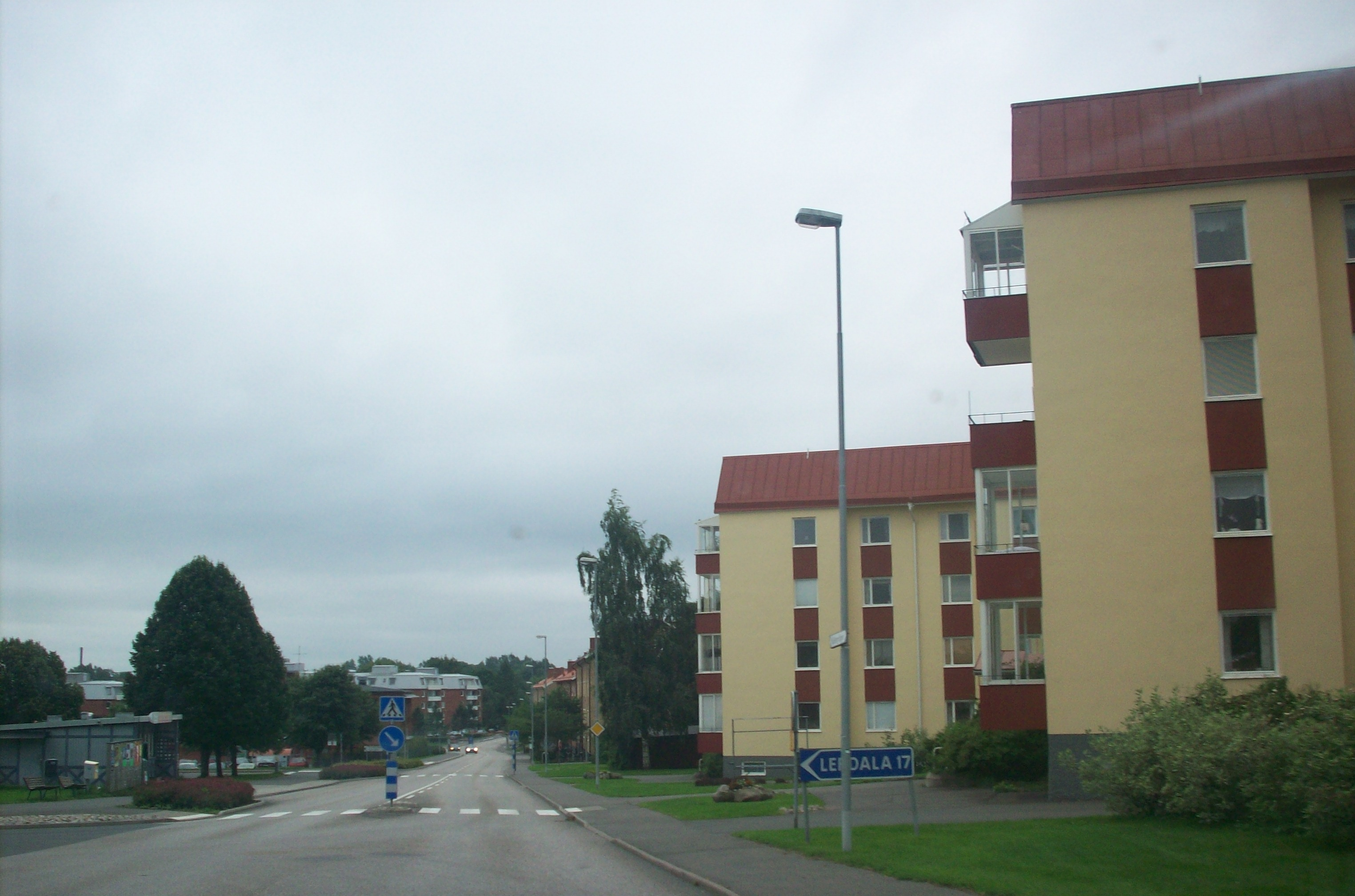
Billingsluttningen i Skövde

Billingsluttningen är en stadsdel i Skövde, Västra Götalands län. Området är som namnet antyder beläget på Billingens sluttning, stadsdelen har därför utsikt över hela Skövde. Området består av lägenhetshus, radhus samt villor varav många är byggda under 1950-, 60- och 70-talet.
På Billingssluttningen bor man nära till naturen då en stor del av stadsdelen består av naturreservat med artrik natur och vandringsleder.
Kvantumhuset är ett litet köpcenter på Billingsluttningen där det finns en ICA Kvantum-butik, en restaurang, en cykelaffär, ett gym, ett apotek samt en privat tandläkarpraktik med fyra tandläkare.